# Illizi (tỉnh)

Bản đồ với 3 huyện của tỉnh Illizi

Illizi (tiếng Ả Rập: ولاية اليزي ) là một tỉnh ở góc đông nam của Algérie, có tên đặt theo tỉnh lỵ Illizi.
Tỉnh này giáp các vùng thủ hiến Ghadamis, Wadi Al Hayaa và Ghat của Libya về phía đông, tỉnh Ouargla về phía bắc và tỉnh Tamanghasset về phía đông và nam.

## Các đơn vị hành chính
Tỉnh này được chia thành 3 huyện, các huyện này lại được chia thành 6 đô thị.
- Djanet
- In Aménas
- Đô thị cấp huyện: Illizi